# Anderson Reed
Anderson Reed (* 19. September 1990 in Mobile, Alabama) ist ein US-amerikanischer Tennisspieler.

## Karriere
Reed begann seine Tenniskarriere an der Florida State University, an der er von 2009 bis 2013 studierte und Teil der Tennismannschaft war.
Auf der Ebene der Tennisprofis nahm Reed ab etwa 2013 an Turnieren teil. Im Einzel konnte er sich nur 2015 und 2016 in der Weltrangliste platzieren, wobei er mit Platz 1482 am höchsten notiert war. Im Doppel war er erfolgreicher und stieg bis auf Rang 370 im Jahr 2016, nachdem er in diesem Jahr seinen sechsten und letzten Titel auf der drittklassigen ITF Future Tour gewinnen konnte. Im Doppel kam er zudem zu insgesamt 15 Einsätzen auf  der höherdotierten ATP Challenger Tour, auf der er ebenfalls 2016 in Traralgon sein einziges Halbfinale – an der Seite von Jarmere Jenkins – erreichen konnte.
2019 spielte er in Winnetka sein letztes Profiturnier.